# David Keilin
David Keilin FRS (21 de marzo de 1887, Moscú – 27 de febrero de 1963, Cambridge) fue un naturalista, bioquímico, entomólogo, entre otros tópicos.
De Moscú, su familia retornó a Varsovia en su juventud. No asistió a la escuela hasta los diez años, debido a su mala salud y asma. Sólo siete años después, en 1904, se matriculó en la Universidad de Lieja. Más tarde estudió en el Magdalene College, Cambridge y se convirtió en ciudadano británico.
Se convirtió en asistente de investigación George Nuttall, primer Quick Profesor de Biología, en la Universidad de Cambridge, en 1915, y pasó el resto de su carrera allí, sucediendo a Nuttall como Quick Profesor y director del Instituto Molteno en 1931. Se retiró en 1952.
Hizo importantes contribuciones a la entomología y la parasitología durante su carrera. Publicó treinta y nueve artículos entre 1914 y 1923 sobre la reproducción de los piojos, el ciclo de vida de moscas, adaptaciones respiratorias en larvas de mosca, y otros temas.
Es muy conocido por su investigación y redescubrimiento del citocromo en 1925 (inventando el término). Había sido discubierto por C. A. MacMunn en 1884, pero ese descubrimiento fue olvidado y mal entendido.

## Obra
- david Keilin. 1987. Supplementary Catalogue of Papers and Correspondence of David Keilin, FRS (1887-1963): Material Additional to CSAC 3/73. Compiló Jeannine Alton, Peter Harper. Editor Contemporary Sci. Archives Centre, Royal Commission on Historical Manuscripts, 70 pp.

- -----------------, joan Keill. 1970. The History of Cell Respiration and Cytochrome. Editor Univ. Press, 415 pp.

- -----------------. 1959. The Leeuwenhoek Lecture: The Problem of Anabiosis or Latent Life: History and Current Concept. Proc. Royal Soc. London. Series B. vol. 150, N.º 939 pp. 149-191

- -----------------. 1925. On cytochrome, a respiratory pigment, common to animals, yeast, and higher plants. In: Proc. Royal Soc. London. Series B. vol. 98, pp. 312-339. JSTOR

## Honores
Miembro de
- 1926: Royal Society

### Galardones
- 1939: medalla Royal
- 1951: medalla Copley

- La abreviatura «Keilin» se emplea para indicar a David Keilin como autoridad en la descripción y clasificación científica de los vegetales.[5]